# Wonderwall (Film)
Wonderwall ist ein britischer Film des Regisseurs Joe Massot aus dem Jahr 1968, der auf dem Cannes Film Festival am 17. Mai 1968 erstmals öffentlich gezeigt wurde. Die Hauptrollen spielten Jack MacGowran und Jane Birkin. Der Film wurde für seinen Soundtrack bekannt, der vom damaligen Beatles-Mitglied George Harrison komponiert wurde.

## Handlung
Professor Collins ist ein etwas schrulliger Wissenschaftler, der sehr zurückgezogen lebt und dessen Wohnung ebenso verschroben eingerichtet ist. Seine Nachbarin Penny Lane lebt gleich nebenan mit ihrem Freund zusammen, einem Fotografen. Eines Abends wird Collins durch laute Musik aus der Nachbarwohnung gestört und er entdeckt ein Loch in seiner Wand, durch das er Penny beim Fotoshooting beobachten kann. Von dieser farbenfrohen Welt auf der anderen Seite der Mauer fasziniert bohrt er weitere Löcher in die Wand, beobachtet Penny weiter und wird so ein passiver Teil ihres Lebens. Collins wird regelrecht süchtig und täuscht auf seiner Arbeitsstelle Krankheit vor, nur damit er keinen Augenblick von Pennys Leben verpasst. In seinen Träumen sieht er seine Nachbarin sogar bei sich in der Wohnung, kann sie aber nicht berühren, weil sie eine unsichtbare Wand trennt. So richtet er sich mehr und mehr vor dem Loch in der Wand ein und baut sich aus seinen Einrichtungsgegenständen ein Podest um besser sehen zu können. So träumt er weiter und er sieht sich und Penny als Liebespaar vor dem Traualtar.
Eines Tages trennt sich Pennys Freund von ihr und Collins sieht nun seine Chance gekommen. Er schleicht sich heimlich in die knallbunte Nachbarwohnung und versteckt sich schnell im Schrank, als er bemerkt, dass Penny heimkommt. So erlebt er mit, wie die verzweifelte junge Frau sich aus Liebeskummer das Leben nehmen will. Zunächst denkt er nur, der Gashahn am Herd war versehentlich geöffnet und er schließt ihn. Als er nach Penny sehen will, findet er sie schlafend, denn sie hat auch eine Überdosis an Schlafmittel eingenommen. Ein wenig genießt er den Moment, mit seiner Angebeteten allein zu sein und sie endlich auch berühren zu können. Doch schon bald bemerkt er den Ernst der Lage und holt Hilfe.
Am nächsten Tag wird Professor Collins als Lebensretter in der Zeitung gelobt und voller Stolz geht er wieder zur Arbeit. Hier gratulieren ihm seine Kollegen und als er nach Tagen seiner Abwesenheit wieder in sein Mikroskop schaut, sieht er dort nicht sein Präparat, sondern: Penny! Sie schwebt in einem Brautkleid im Weltall, für ihn weiterhin unerreichbar, in die Unendlichkeit davon.

## Soundtrack
Die Filmmusik steuerte das Beatles-Mitglied George Harrison bei. Der Film oder die Musik ist wahrscheinlich die Inspiration für das Oasis-Lied Wonderwall.
Harrison entschied sich, den Soundtrack vorzugsweise in indischer Musik festzulegen, und nahm dazu im Januar 1968 in einem Aufnahmestudio in Bombay eine Reihe kurzer Kompositionen auf. Er mischte diese Auswahl mit Rockelementen und anderen westlichen Musikstilen, die er dazu in London aufnahm. Harrison baute die Segmente fast nach Stoppuhr auf, während er den noch unfertigen Film ansah, stimmte er sein abwechslungsreiches Musikprogramm darauf ab. Das daraus entstandene Soundtrack-Album Wonderwall Music war das erste Solo-Album des Beatles-Mitglieds und wurde im November 1968 von Apple Records als erste LP des Unternehmens veröffentlicht. Wonderwall-Music erschien 1992 auch auf CD und bei Neuauflagen des Apple-Katalogs und wurde 2014 erneut herausgegeben.

## Kritiken
Kino.de schrieb: „Typisch britisches Produkt aus den späten Sechzigern mit den obligatorischen Drogen- und Traumsequenzen, die das Lebensgefühl der damaligen Zeit vermitteln sollen. Jack MacGowran (‚Tanz der Vampire‘) mimt den Professor, der die Sixties-Ikone Jane Birkin nahezu genauso detailliert unter die Lupe nimmt wie die Insekten unter seinem Mikroskop. Damals nur in wenigen Kinos angelaufen, wurde über die Jahre das Interesse an dem Film in erster Linie durch den Umstand am Leben gehalten, dass die Filmmusik von Beatle George Harrison stammt.“
filmrezension.de meinte zu dem „flippigen Hippiefilmchen“: „Obwohl man ‚Wonderwall‘ objektiv nicht hoch bewerten kann, so ist er doch ein durchaus amüsantes Zeitdokument und kann als interessantes ‚missing link‘ im Werk der Beteiligten gesehen werden. Zuschauer, die bisher wenig Berührungen mit experimentellen Filmen der Spätsechziger hatten, wird der wenig stringente Plot und die assoziativ angelegte Montage eher abschrecken. Wer weder an der Ära noch am Soundtrack interessiert ist, kann diesen Film getrost überspringen und sich den echten Klassikern widmen.“